# Aérodrome de Yonpo
L'aérodrome de Yonpo (en coréen: 련포비행장), également connu sous le nom de base aérienne de Yonpo ou base aérienne K-27, est un aérodrome situé près de Hamhŭng, dans la province du Hamgyŏng du Sud, en Corée du Nord.

## Historique

### Guerre de Corée

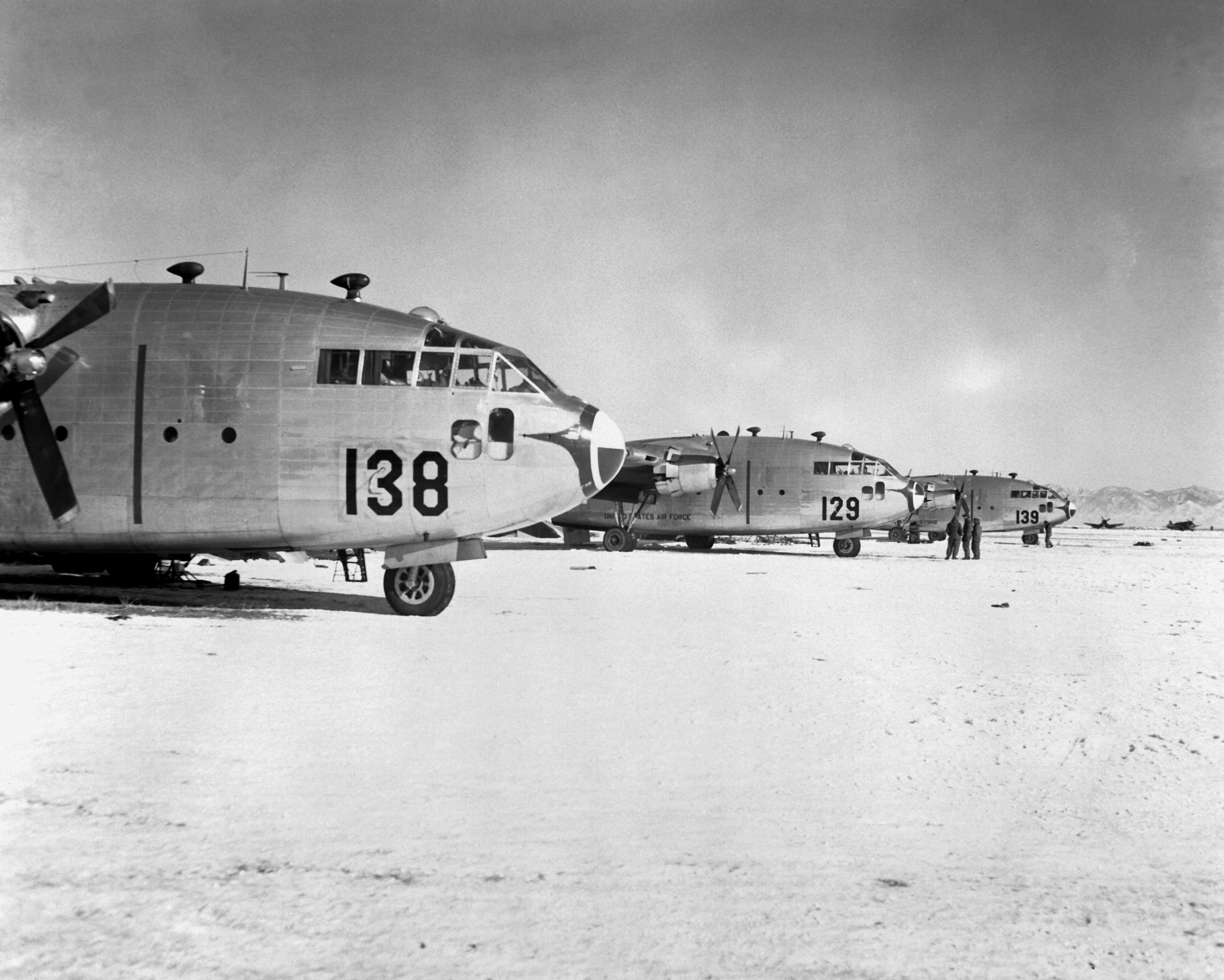
Des C-119 se préparent à larguer du matériel aux Marines dans le réservoir Chosin.

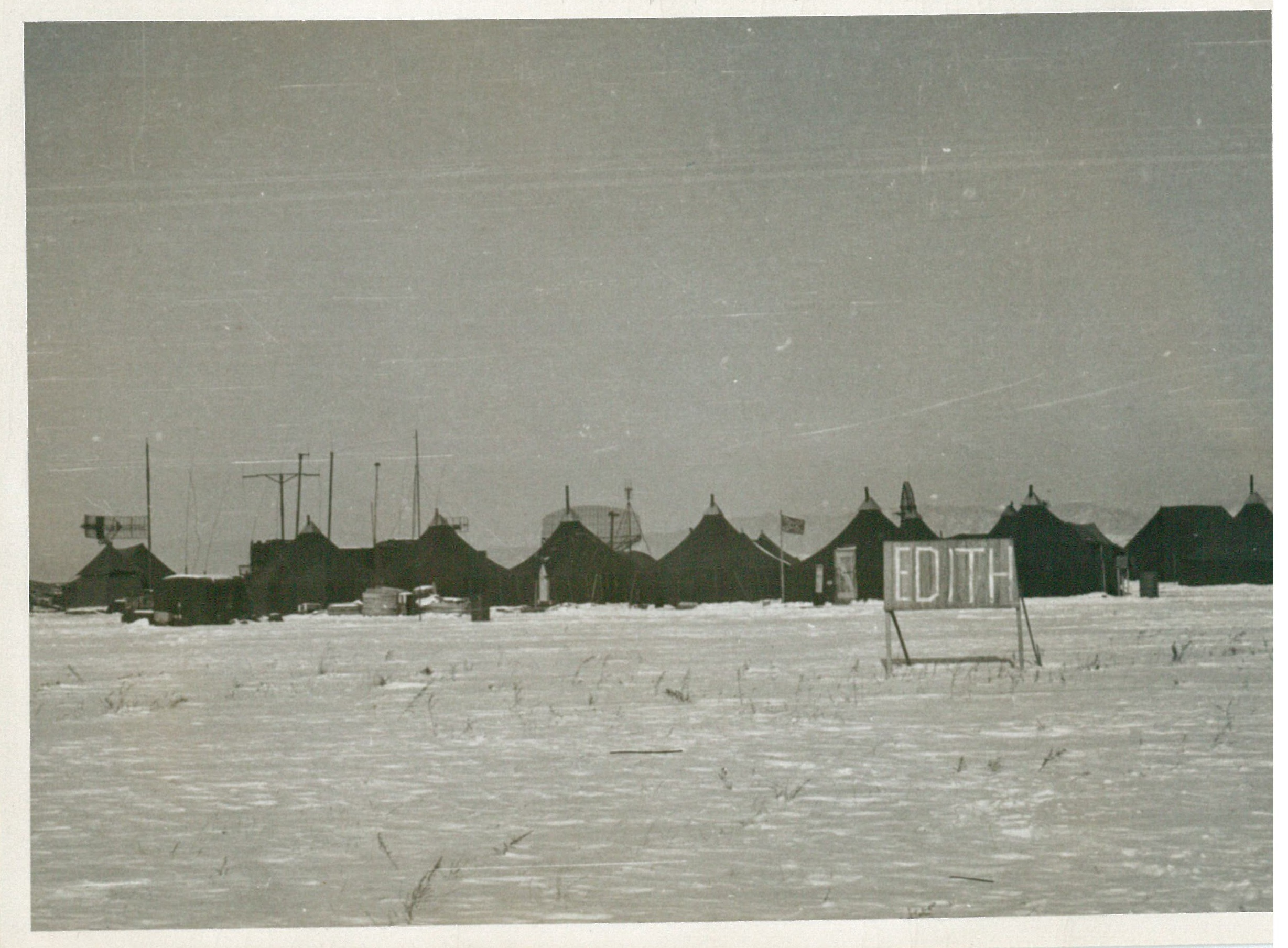
Site radar du Marine Ground Control Intercept Squadron 1Ground Control Intercept Squadron 1 situé sur l'aérodrome de Yonpo en décembre 1950.

Le 2 juillet 1950, le 19th Bombardment Group (en) lance une frappe sur l'aérodrome de Yonpo sur la base de renseignements erronés: il doit alors y avoir 65 avions de l'armée de l'air populaire coréenne (KPAF), mais seulement 16 sont présents sur le terrain au moment de la frappe, et aucun n'est endommagé. Le 19 juillet, des avions de la Task Force 77 attaquent Yonpo et détruisent 15 avions.
La région de Yonpo est capturée le 30 octobre 1950 par les 5th et 7th Regiment de Marines avançant depuis Wonsan, l'aérodrome est mis en service par la suite par les forces des Nations unies. L'USAF désigne la base sous le code K-27. Le 35th Fighter-Interceptor Group s'installe sur la base le 18 novembre et est rejoint par le Marine Aircraft Group 12 le 1er décembre. Tous deux fournissent un appui aérien rapproché au X Corps de l'armée américaine et à la 1st U.S. Marine Division encerclées lors de la bataille du réservoir de Chosin. Le X Corps établit un poste d'évacuation des blessés à Yonpo.
Les unités de l'USAF basées sur la base comprennent:
- Le 35th Fighter-Interceptor Group (en) du 18 novembre au 7 décembre 1950, les unités rattachées comprennent:
  - Le 39th Fighter-Interceptor Squadron (en) qui opère des F-51D,
  - Le 40th Fighter-Interceptor Squadron (en) qui opère des F-51D,
  - Le 339th Fighter-Interceptor Squadron (en) qui opère des F-82G,
- La 437th Troop Carrier Wing (en) qui opère des C-46.
- La 6150th Tactical Support Wing du 27 novembre au 1er décembre 1950.

Les unités de l'USMC basées sur la base comprennent:
- Le Marine Aircraft Group 12 du 1er décembre au 17 décembre 1950[2], les unités rattachées comprennent:
  - Le VMF-212 (en) qui opère des F4U jusqu'au 7 décembre 1950,
  - Le VMF-311 qui opère des F-9F du 10 au 14 décembre 1950[2],
  - Le VMO-6 (en) qui opère des OY et des HO3S[2].

Les unités de l'ONU basées sur la base comprennent:
- Le No. 77 Squadron RAAF (en) qui opère des F-51D rattaché au 35th Fighter-Interceptor Group.

Après la retraite réussie du réservoir de Chosin, les Marines américains préparent une ligne défensive autour de Yonpo le 9 décembre, mais le général Douglas MacArthur ordonne le retrait du X Corps en Corée du Sud. Le général MacArthur rencontre le général Edward Almond à Yonpo le 11 décembre et approuve le plan d'évacuation du X Corps. Du 14 au 17 décembre, le Combat Cargo Command (en) de l'USAF déplacée 228 blessés, 3 891 passagers et 20 088 tonnes de fret depuis Yonpo. L'évacuation aérienne de Yonpo se poursuit jusqu'au 17 décembre, date à laquelle l'aérodrome est fermé. Les opérations du site sont transférées vers un site temporaire dans le port de Hungnam.

### Après-guerre
L'armée de l'air nord-coréenne continue d'utiliser la base et plusieurs escadrons d'Antonov An-2 semblent y être basés.

## Accidents
- Le 8 décembre 1950, un Curtiss C-46F-1-CU Commando de Civil Air Transport (XT-44) est endommagé de manière irréparable lors de l'atterrissage, l'accident tue un passager parmi 10 occupants[4].